# Pathozönose
Pathozönose (franz. pathocénose, engl. pathocenosis, ital. patocenosi) ist ein Fachbegriff der Medizingeschichte und Epidemiologie, der die Gesamtheit aller Krankheiten in einer bestimmten Gesellschaft oder Population zu einem bestimmten Zeitpunkt oder in einem bestimmten Zeitraum und an einem bestimmten Ort bezeichnet.
Offenbar in Anlehnung an den 1877 von Karl August Möbius neugebildeten Begriff der Biozönose wurde das Wort Pathozönose von dem kroatisch-französischen Medizinhistoriker Mirko Grmek aus den altgriechischen Wörtern pathos („Leiden, Krankheit“) und koinos („gemeinsam“) zusammengesetzt und in die Medizingeschichte eingeführt.
Die Leistung des Begriffs besteht in einer differenzierteren Betrachtung des gesamten pathologischen Geschehens, das im Umfeld einer bestimmten Erkrankung gegeben ist. Erkennbar ist, dass dieses Gesamtgeschehen einen Gleichgewichtszustand anstrebt, in dem wenige Krankheiten dominieren. Die Erfassung aller Krankheiten einer zeitlich und räumlich begrenzten Population ermöglicht eine umsichtigere Beurteilung derjenigen Faktoren, die ein gegebenes epidemiologisches Gleichgewicht im Hinblick auf Dominanz, Frequenz, Dauer, Schwere, Verlaufsformen usw. einzelner Krankheiten stören. Es wird eine umfassendere Beurteilung der biologischen, genetischen, sozialen, ökonomischen und demographischen Ursachen der gegebenen Krankheit möglich. 
Aufgrund dieser Betrachtungsweise zeigte sich zum Beispiel, dass Geflügelseuchen wie die Vogelgrippe H5N1 nicht durch den Zug wilder Vögel problematisch wurden, sondern durch den Aufschwung der Tierzucht im 19. Jahrhundert.
In historischer Perspektive bietet das Corpus Hippocraticum eine solche Datenmenge zur Prävalenz von Krankheiten, dass es als Grundlage für die Rekonstruktion der Pathozönosen von der Antike bis zum ausgehenden Mittelalter in Europa dienen kann.